# Maison Božić à Grocka
Ne doit pas être confondu avec Maison Božić.
La maison Božić (en serbe cyrillique : Божићева кућа ; en serbe latin : Božićeva kuća) est située à Grocka, en Serbie, dans la municipalité de Grocka et sur le territoire de la Ville de Belgrade. Construite dans la seconde moitié du XIXe siècle, elle est inscrite sur la liste des monuments culturels protégés de la République de Serbie et sur la liste des biens culturels de la Ville de Belgrade.

## Présentation
La maison Božić, située 33 rue Hajduk Stanka à Grocka, a été construite dans la seconde moitié du XIXe siècle pour servir de maison de campagne ; elle est caractéristique du style des maisons traditionnelles de la Morava dans sa variante « danubienne ».
La maison dispose de trois pièces et d'une cave et elle est dotée d'un porche et d'un oriel. Elle est constituée d'une structure en bois remplie avec du torchis ; le toit à quatre pans est recouvert de tuiles.